# Champniers-et-Reilhac
Champniers-et-Reilhac (trong tiếng Occitan Champs Niers e Relhac, prononciation ?) là một xã của Pháp, nằm ở tỉnh Dordogne trong vùng Aquitaine của Pháp. Xã này có diện tích 20,4 km2, dân số năm 2007 là 508 người. Xã nằm ở khu vực có độ cao trung bình 298 m trên mực nước biển.

## Thông tin nhân khẩu
| Năm    | 1962 | 1968 | 1975 | 1982 | 1990 | 1999 | 2007 |
| ------ | ---- | ---- | ---- | ---- | ---- | ---- | ---- |
| Dân số | 694  | 661  | 554  | 548  | 544  | 533  | 508  |